# خوان میریتلو
خوان میریتلو (انگلیسی: Juan Miritello؛ زادهٔ ۸ فوریهٔ ۱۹۹۹) بازیکن فوتبال است.